# トミー (アルバム)
トミー (Tommy) は、イングランドのロック・バンド、ザ・フーが1969年5月に発表した通算4枚目のスタジオ・アルバム。三重苦の少年トミーを主人公にした架空の物語で、ロックンロールとオペラを融合させた「ロック・オペラ」を確立した作品であると広く認識されている。全英2位、全米4位。「ローリング・ストーンの選ぶオールタイム・ベストアルバム500」において、96位にランクイン。

## 概要
ロックンロールとオペラを融合させた画期的な作品であり、ザ・フーのキャリアにおいても重要な位置に占める作品である。ロックオペラを確立したアルバムでもあり、また、その後の世界に多くの影響を与えた。このアルバムのヒットにより、ザ・フーはシングルヒットを量産するヒットソングバンドのイメージから脱却し、アルバムアーティストへ転換することに成功した。
三重苦の少年トミーを主人公にした物語は若者、ほぼ全曲の作者であるピート・タウンゼント自身の孤独や苦悩を反映させたスピリチュアルなもので、タウンゼントが傾倒しているインド人導師ミハー・ババの影響が初めて作品に顕著に現れたものである。本作はババに捧げられ、彼の名が「アバター」としてクレジットされている。
オペラの雰囲気を高めるために、主人公であるトミーの心情を歌う曲ではロジャー・ダルトリーが、他の人物や語り部の役割の曲ではタウンゼントが、それぞれリードボーカルを担当している。ただし、ダルトリーが「クリスマス」、「ピンボールの魔術師」、「鏡をこわせ」等トミー以外の人物の曲を歌い、逆にタウンゼントが三重苦から解放されたトミーの喜びを表した「センセイション」を歌うなど、例外もある。「従兄弟のケヴィン」と「叔父のアーニー」では、作者のジョン・エントウィッスルがリードボーカルをとっている。
アルバムが発表される前の1969年3月に「ピンボールの魔術師」が先行シングルとしてリリースされ、全英4位の大ヒットとなった。また「シー・ミー・フィール・ミー」や「僕は自由だ」（アメリカのみ）がシングルカットされた。この他、1970年11月にはアルバムから4曲をカットしたEP盤もリリースされたが、当時はすでにEPというフォーマット自体が古くなっており、こちらは話題にはならなかった。
LP盤のジャケットのデザインはタウンゼントにババの事を知る機会を与えたイラストレーターのマイケル・マッキナニー（Michael McInnerney）による。ジャケットは3面開きになっており、歌詞カードも封入され、ザ・フーのアルバムの中で最も豪華な作りになっている。オリジナルのジャケットにはメンバーの顔が写されているが、リイシュー盤のジャケットには写っていないものもある。
アルバム発表に伴って行なわれた1969年5月から1970年の末にかけてのツアーではライブの中盤にほぼ全曲が演奏され、その様子は『ウッドストック/愛と平和と音楽の三日間』『ワイト島ライヴ1970』といった映像作品で観ることができる。その後も、2023年現在に至るまで、様々な形で演奏されてきた。
また本作はロック・ミュージックに留まらず、広く芸術界の注目を集め、バレエ、舞台、オーケストラ、映画、ミュージカルと、様々なメディアによって取り上げられてきた。

## 製作
本作のレコーディングが始まったのは1968年9月19日であったが、当時のザ・フーの財政状況はかなり逼迫しており、ダルトリーも「アルバム自体出せるか不安だった」と後に語るほどであった。そのため、彼等は月曜から木曜にかけてレコーディングを行ない、週末は資金捻出のために散発的にステージをこなした。それでもなお、作品のコンセプトが定まらなかった事もあり、レコーディングは本来の発売予定日だったクリスマスを過ぎ、結局半年間以上に及んだ。
プロデューサーとしてクレジットされているキット・ランバートは、ザ・フーの当時のマネージャーである。彼は元々は音楽プロデューサーではなかったが、クラシック音楽の有名な作曲家であるコンスタント・ランバートを父に持ち、オペラへの造詣も深く、様々なアイデアを提供した。ランバートは当初オーケストラの起用を望んだが、サウンド面での指揮はタウンゼントが執っており、ライブで再現が出来るものでなくてはならないと考えたメンバーもランバートの希望を拒否した。彼等は必要最低限の楽器のみで、交響楽団にも迫るサウンドを目指して製作を進めた。収録曲のほぼ全てはタウンゼントの作だが、トミーが性的虐待やいじめに遭う曲は「自分には書けそうもないから」とタウンゼントに託されたエントウィッスルの作である。
メンバーは更なるオーバーダビングを望んでいたが、1969年5月に開始されることが決まっていた新作アルバムのプロモーションのためのコンサート・ツアーが目前に迫ってきたので、レコーディングは1969年3月7日に終了された。制作には総額約36000ポンドが費やされた。レコーディング中は「Deaf,Dumb And Blind Boy」、「Amazing Journey」、「Brain Opera」といった仮タイトルがつけられていたが、最終的に主人公の名前がタイトルになった。
アルバムは2枚組の大作であったが、全英2位、全米4位を記録する大ヒットとなり、この成功によってザ・フーは解散の危機を乗り越えた。
本作のオリジナルのマスター・テープは、後にランバートが破棄してしまい現存していないという噂があったが、実際にはレコード会社の倉庫の中に無傷のまま保管されていた。2003年以降の本作のリイシュー版は、このオリジナル・マスターから起こされた音源を使用している。

## あらすじ
本作の歌詞は散文的で抽象性が高く難解であり、発表後にタウンゼントが行なった解説でもあらすじは一貫しなかった。ケン・ラッセル監督の映画版（1975年）やミュージカル版（1992年）で脚本が補強された結果、具体的で整合的な理解が可能となった箇所もある。
以下のあらすじは、英語版の記述を元にする。

### 登場人物
- トミー・ウォーカー - アルバム・タイトルとなった主人公の少年。父の犯した殺人を目撃したショックで視覚・聴覚・発話障害の三重苦を負う。
- ウォーカー大佐 - トミーの父親。夫人の浮気を目撃して衝動的に情夫を殺害する（イギリス軍制におけるcaptainは大尉ではなく大佐）。
- ウォーカー夫人 - トミーの治療方法を模索して迷走する母親。
- ウォーカー夫人の情夫 - ウォーカー大佐に殺害される。
- 叔父アーニー - トミーの叔父で小児性愛者。トミーに性的な悪戯をする。
- 従兄弟のケヴィン - トミーの従兄弟。トミーを執拗に虐待する。
- ザ・ホーカー - 治療を願うウォーカー夫人が訪れるカルト教団の主導者。
- 元チャンピオン - ピンボール大会で競り負け、トミーに“ピンボールの魔術師”の称号を奪われる。
- アシッド・クイーン（ジプシー） - トミーを治療すると称して幻覚性の薬物を投与したジプシーの女。
- 医師 - トミーの障害が身体ではなく精神に起因することを突き止めた。
- サリー・シンプソン - トミーの熱狂的な信者の少女。

### 物語
- Overture（序曲）/ It's a Boy（イッツ・ア・ボーイ） 
時は第一次世界大戦。イギリス軍のパイロットであるウォーカー大佐は戦闘中に行方不明となり、戦死と報告される。ウォーカー夫人は悲報を聞き、失意の中息子のトミーを出産する。
- 1921（1921）
4年後、ウォーカー大佐は生還を果たし帰宅するも、夫人の“浮気”（夫人は夫が生還すると思っていなかったので不実ではないが、結果として）を目撃し、情夫を殺害する(歌詞の中に実際に「殺した」という表現は出てこないが、後の詞の展開からして殺したと解釈していいだろう)。鏡越しにこれを目撃してしまったトミーに対し、両親は「あなたは何も見なかったし、何も聞いていなかった」(you didn't see it, didn't hear it)、そして「このことを一生誰にも話さないように」(You won't say nothing to no one ever in your life)と言い聞かせる。これがトラウマとなり、トミーは視覚・聴覚・発話障害を負ってしまう。
- Amazing Journey（すてきな旅行）/ Sparks（スパークス）
荒廃したトミーの潜在意識が、銀色に輝くガウンを着て金色のあご髭を生やした見知らぬ長身の男（He's dressed in a silver sparked glittering gown and his golden beard flows）として現れ、異常な精神世界への「すてきな旅行」を誘いかける。Sparks（スパークス）は、トミーが垣間見た精神世界を表現しているとされる。
- Hawker（光を与えて）
両親は彼を治療するためにカルト教団の教会を訪れる。
- Christmas（クリスマス）
子供達が楽しみにしているクリスマスの季節。両親は、今日が何の日か理解できないばかりか、神の存在も神に祈ることも知らない(Doesn't know who Jesus was or what praying is)トミーの境遇に嘆き悲しむ。「トミー、聞こえるかい？」と語りかける両親に対し、彼の内なる心がはじめて「僕を見て、僕を感じて(See me, feel me)」と語る。
- Cousin Kevin（従兄弟のケヴィン）
外出する両親は従兄弟のケヴィンにトミーの子守を託す。二人きりになったところで、いじめっ子を自認するケヴィンは抵抗できない彼に対し執拗な虐待、拷問を加える。
- Acid Queen（アシッド・クィーン）/ Underture（アンダーチュア）
トミーの両親は再度治療を試み、アシッド・クイーンを名乗るジプシーの元へトミーを連れて行く。彼女は幻覚性薬物を使って彼をドラッグ漬けにしてしまう。Underture（アンダーチュア）はトミーの見た幻覚を表現しているとされる。
- Do You Think It's Alright?（大丈夫かい）/ Fiddle About（フィドル・アバウト）
両親は叔父のアーニーにトミーの子守を託す。異常性愛者のアーニーは抵抗できないトミーに性的虐待を加える。
- Pinball Wizard（ピンボールの魔術師）
トミーは突如ピンボールの才能を開花させる。彼は大会でチャンピオンを負かし、一躍“ピンボールの魔術師”と呼ばれるスターになる。人々は三重苦の青年が確実なプレイをすることに驚き、彼は突っ立ったまま機械と一体化し(He stands like a statue, becomes part of the machine)“匂い”でプレイしているのではないか(Plays by sense of smell)と訝しみながらも彼の奇蹟を賞賛する。
- There's a Doctor（ドクター）/ Go to the Mirror!（ミラー・ボーイ）
両親は彼を治療できるという医師を見つけ出す。病因を解明するために数多くの試験を試みた結果、医師は、彼の肉体は完全に健常で病因は精神性のものである(Needed to remove his inner block)と結論づける。彼の内なる心は再び「僕を見て、僕を感じて(See me, feel me)」と語りかける。
- Tommy, Can You Hear Me?（トミー、聞こえるかい）/ Smash the Mirror（鏡をこわせ）
「トミー、聞こえるかい？」と熱心に呼びかけるものの、それに応えずただ鏡を見つめるだけの彼に業を煮やした母親は鏡を壊してしまう。
- Sensation（センセイション）/ Miracle Cure（奇蹟の治療）
鏡を壊したはずみにトミーは寛解する。彼が完治したというニュースは一世を風靡し、導師のような立場に祭り上げられた彼は、教祖としてファン達を教化するようになる。
- Sally Simpson（サリー・シンプソン）
この曲のみ、トミーの熱心な信者の一人であるサリー・シンプソンを扱った挿話的なエピソード。彼女は聖職者の娘だったが家出してトミーの説教を聞きにやってくる。トミーに触れようと手を伸ばした彼女は警備員によりステージから投げ出され、顔に傷を負ってしまう。
- I'm Free（僕は自由だ）
トミーは治癒によって得られた自由を満喫し、説教を聞きに来た人々を教化しようとする。
- Welcome（歓迎） / Tommy's Holiday Camp（トミーズ・ホリデイ・キャンプ）
トミーは自宅を教会として開放し、より多くの信者の獲得を命ずる。すぐに自宅が一杯になってしまったため、彼は誰でも参加できるホリデイ・キャンプを開設し、その運営を叔父のアーニーに託した。しかし、アーニーは信者を教化するというキャンプの目的を無視して私腹を肥やし始める。
- We're Not Gonna Take It（俺達はしないよ）
トミーは信者達を境地へ導くために、飲酒や喫煙者を排斥し、目と口と耳をふさいた状態でピンボールをプレイするよう命じる。しかし、このような無茶な教義や彼の一族による搾取に反発した信者達は、「もう付いていけない、こんなことはもうご免だ(We're not gonna take it, Never did and never will)」と、彼に反旗を翻し、キャンプは崩壊する。何もかも失った彼の発する内なる声「僕を見て、僕を感じて(See me, feel me)」とともに物語は終わる。

## リイシュー
1984年に初CD化。この時は2枚組でリリースされた。1990年版より1枚組となる。1996年にはリマスター、リミックス版がリリースされる。
2003年発表の「デラックス・エディション」には、アウトテイクバージョンやデモバージョンを追加収録、さらにピート自身のリミックスによる5.1chサラウンド音声も含めたCD/SACDのハイブリッド盤でリリースされた。ステレオ音声は先述の盤とは異なるオリジナル・マスター音源が使用され、飛躍的な音質向上がなされた。また同時にDVDオーディオ盤もリリースされている。
2013年には、アウトテイク集のほか、未発表の1969年のライブを収録したCD3枚組にブルーレイを追加した「スーパー・デラックス・エディション」がリリースされた。

## 収録曲
作詞作曲は、特記なき場合全てピート・タウンゼントによる。
- A面

1. 序曲 - Overture
2. イッツ・ア・ボーイ - It's a Boy!
3. 1921 - 1921
4. すてきな旅行 - Amazing Journey
5. スパークス - Sparks
6. 光を与えて - Eyesight to the Blind(The Hawker) (Sonny Boy Williamson II)

- B面

1. クリスマス - Christmas
2. 従兄弟のケヴィン - Cousin Kevin (John Entwistle)
3. アシッド・クイーン - The Acid Queen
4. アンダーチュア - Underture

- C面

1. 大丈夫かい - Do You Think It's Alright?
2. フィドル・アバウト - Fiddle About (Entwistle)
3. ピンボールの魔術師 - Pinball Wizard
4. ドクター　- There's a Doctor
5. ミラー・ボーイ - Go to the Mirror!
6. トミー、聞こえるかい - Tommy Can You Hear Me?
7. 鏡をこわせ - Smash the Mirror
8. センセイション - Sensation

- D面

1. 奇跡の治療 - Miracle Cure
2. サリー・シンプソン - Sally Simpson
3. 僕は自由だ - I'm Free
4. 歓迎 - Welcome
5. トミーズ・ホリデイ・キャンプ - Tommy's Holiday Camp (Kieth Moon)
6. 俺達はしないよ - We're Not Gonna Take It

### 収録曲について
- 「序曲」と「イッツ・ア・ボーイ」、それと「すてきな旅行」と「スパークス」は、それぞれ曲間が繋がれたメドレー形式になっており、曲の境界が正式に定められておらず、再発の度に曲の境界が変えられている。そのためこれらの曲は演奏時間もその都度違う表記になっている[22]。
- 「光を与えて」はサニー・ボーイ・ウィリアムソンIIの曲で、本作唯一のカバー曲である。歌詞の中に「盲人の目が見えるようになる」「聾唖者が話し始める」といったフレーズがあり、この部分がホーカーがトミーを何かに勧誘する場面として用いられている[23]。
- 「スパークス」には、前作『セル・アウト』（1967年）収録のミニ・オペラ「ラエル」のインストゥルメンタル部分が導入された。「アンダーチュア」は10分を超える「スパークス」のロング・バージョンで、コンサートでは演奏された事がない。
- 「サリー・シンプソン」の歌詞の素材となったエピソードが存在する。1968年8月2日、ザ・フーは北アメリカ・ツアーのニューヨーク公演で、ニューヨーク市のシンガー・ボウル[注釈 5]のステージに立った。この日、彼等の次に登場したドアーズのコンサートの途中、ジム・モリソンに触ろうとした少女が警備員にステージから投げ飛ばされて酷いけがを負った。バックステージからこれを目撃したタウンゼントは触発され、構想中のオペラの作中に盛り込んだ[24]。
- キース・ムーン作「トミーズ・ホリデイ・キャンプ」は、実際はタウンゼント作である。ムーンがトミーの“聖地”をイギリスの伝統的な「ホリデイ・キャンプ」とするアイデアを出したので、タウンゼントの計らいによりムーン作とクレジットされた[25]。
- 最終曲の「俺達はしないよ」の後半部は、単独曲「シー・ミー・フィール・ミー(See Me, Feel Me)」として扱われることがある。1970年9月にはシングルカットされて全米チャートで最高位12位を記録し[26]、同年10月にリリースされたEP盤にも収録された[9]。2003年リリースのデラックス・エディションでは単独曲としてクレジットされている[注釈 6]が、2013年版では再び「俺達はしないよ」に内包されている。近年のザ・フーのコンサートではラストに演奏される事が多くなっている。

## 参加ミュージシャン
- ロジャー・ダルトリー - ボーカル
- ジョン・エントウィッスル - ベース、フレンチ・ホルン、ボーカル
- キース・ムーン - ドラムス
- ピート・タウンゼント - ギター、キーボード、ボーカル

## コンサート・パフォーマンス
本作の発表に従って1969年5月にスタートした「トミー・ツアー」では、全24曲の収録曲のうち20曲がノンストップで演奏された。リードボーカルの分担はレコードとほぼ同じであったが、レコードではタウンゼントが歌った「1921」はダルトリーがリードを取り、またタウンゼントやエントウィッスルが単独で歌った楽曲は、コンサートではダルトリーもユニゾンで歌った。
彼等はツアー期間中、1969年8月15日から17日までの3日間（正確には8月15日午後から18日午前にかけての4日間）、ニューヨーク州サリバン郡ベセルで40万人もの観客を集めて開かれたウッドストック・フェスティバルのステージに17日の夜明け前に登場して、ツアーと同じプログラムで演奏した。この時の「シー・ミー・フィール・ミー」の場面は、日本でも上映された映画『ウッドストック/愛と平和と音楽の三日間』（1970年）に収録され、「スパークス」「ピンボールの魔術師」「シー・ミー・フィール・ミー」は、彼等のドキュメンタリー映画『キッズ・アー・オールライト』(1979年）に収録された。
「トミー・ツアー」は1970年12月で終了。1970年8月の第三回ワイト島音楽祭に出演した時の模様を収めた『ワイト島ライヴ1970』が、1996年にCDとVHSでリリースされた。また、1970年2月14日のリーズ大学での公演のほぼ全編が、2001年にリリースされた『ライブ・アット・リーズ・デラックス・エディション』に収録された。さらに1969年12月14日のロンドン公演の模様が、DVDThe Who at Kilburn: 1977（2008年）に含まれた。
「シー・ミー・フィール・ミー」、「ピンボールの魔術師」や「すてきな旅行」といった曲は、1978年のムーンの死去に伴うケニー・ジョーンズの加入を経て1983年の解散宣言に至るまで、ザ・フーのコンサートにおける重要なレパートリーとして演奏され続けた。また1975年、アルバム『ザ・フー・バイ・ナンバーズ』の発表に伴って同年10月初めから翌1976年10月末までヨーロッパと北アメリカで行なわれたツアーでは、「すてきな旅行」から始まる短縮版がノンストップで演奏された。この時は、1975年3月に公開された映画『トミー』（下記参照）で叔父のアーニーを演じたムーンが、「フィドル・アバウト」と「トミーのホリディ・キャンプ」のリードボーカルを担当した。この短縮版は、アメリカ・ツアーの初日に当たる1975年11月20日のヒューストン公演の映像を収録したLive In Texas 75 （2012年）で視聴できる。
1989年、タウンゼントは自分のライブ活動の為に10人以上のミュージシャンを集めて結成したディープ・エンドを引き連れて、ダルトリーとエントウィッスルに合流。彼等はザ・フーの名義で、1989年6月21日から9月3日までアメリカ合衆国とカナダ、10月6日から11月2日までイングランドで、結成25周年を記念したThe Kids Are Alright Tourを行なった。幾つかのコンサートでは『トミー』の発表20周年を記念して、「トミー・ツアー」では演奏されなかった「従兄弟のケヴィン」や「センセイション」も含めたほぼ全曲を演奏した。タウンゼント達とディープ・エンド、さらに難聴と耳鳴に悩まされていたタウンゼントの為に招聘されたギタリストのスティーブ・ボルトンを合わせた総勢15名の大編成によるシンフォニックな再演の模様は、CD『ジョイン・トゥゲザー』（1990年）と、VHSThe Who – Live - Featuring The Rock Opera Tommy（1989年）に収録された。

## 関連作品

### オーケストラ版
1972年11月、ロンドン交響楽団とイギリス室内合唱団（English Chamber Choir）によるアルバム『トミー』がリリースされる。ムーン以外のザ・フーのメンバー、ロッド・スチュワート、リンゴ・スター、スティーヴ・ウィンウッド等の豪華ゲストが独唱者として参加した。同年12月にはロンドンのレインボウ・シアターでコンサートが行われた。このオーケストラ版が、一度は暗礁に乗りかかった映画化を前進させるきっかけとなった。

### 映画
『トミー』の映画化は、レコーディングを開始した1968年当時から構想にあった。映画会社から十分な出資を得ることができず、映画化の話は途中で保留となるものの、オーケストラ版のレコードやコンサートが評判を呼び、1973年にようやくケン・ラッセルの監督による映画化が決定し、1975年に公開された。
映画にはラッセルの嗜好が強く出ており、導師ババの教えに影響を受けた本作が持つ精神性が損なわれてしまい、ザ・フーのファンから批判が起こり、タウンゼントも深く失望したという。しかし、これまで内容を把握するのが難しかったストーリーを初めて明確化したという点で、映画が制作された意義は大きい。本作が殆んど話題にならなかった日本でも、この映画はもっぱらエルトン・ジョンやエリック・クラプトンが出演しているという理由で多少の話題を呼んだ。
映画ではストーリーの改変が幾つかなされ、数曲の歌詞が書き換えられ、新曲が追加された。主演を務めたダルトリーは、その演技を高く評価され、その後本格的に俳優業をこなすようになる。

### ブロードウェイ・ミュージカル
カリフォルニア州サンディエゴのラ・ホヤ・プレイハウス（La Jolla Playhouse）の芸術監督だったデス・マカナフ（Des McAnuff）がミュージカル化した。1993年4月、ニューヨークのブロードウェイ・ミュージカルで上演が開始。本作や映画版では示されなかった結末を明らかにしたが、このストーリーについては古くからのファンの間では賛否両論あった。だが一般的には高い評価を受け、トニー賞5部門を受賞する。1996年には、オリジナル、映画、ミュージカルの音源や映像をまとめたCD-ROMも発売された。
ミュージカル版では、以下の点がオリジナルと異なる。
- 時代設定が第一次世界大戦後ではなく、映画と同様に第二次世界大戦後となっている。
- オリジナルと同様に「1921」で父親が愛人を殺すが、ミュージカルでは銃で殺している。
- 伯父のアーニーは、自分の兄弟を失ったために酒に溺れているという設定になっている。
- 新曲「アイ・ビリーヴ・マイ・オウン・アイズ」[46]で、両親がトミーを施設に送ろうとする。
- オリジナルでは「鏡をこわせ」の後に出てくる「センセイション」が、トミーがピンボールの才能に気付く場面で出てくる。
- 「俺達はしないよ」で信者を失ったトミーが、最後に家に戻り両親と抱き合い、物語が終わる。タウンゼントは、このラストを「最もリアリスティック」と評している[47]。